# Henderson (Maryland)
Henderson – miasto w Stanach Zjednoczonych, w stanie Maryland, w hrabstwie Caroline.